# Chhin Chhoeun
Chhin Chhoeun (9 aprile 1992) è un calciatore cambogiano, di ruolo centrocampista.